# Теком
Компания «Теком» — российский разработчик программного обеспечения в области телерадиовещания и телекоммуникаций. Головной офис и крупнейший центр разработки компании находятся в Нижнем Новгороде, инженерные центры также располагаются в Арзамасе и Саранске. 

## Основные сферы деятельности
Компания «Теком» специализируется на разработке программного обеспечения для рынков телерадиовещания и телекоммуникаций. Также компания оказывает услуги мониторинга качества телерадиовещания и передачи телевизионного сигнала на базе решений дочерней компании Qligent («Кьюлиджент. РУ»). В собственную линейку продуктов компании входят системы мониторинга и управления сетями связи промышленного класса, системы файлового контроля, мониторинга качества телевещания, анализа уровня громкости эфира, конвертации сетевых протоколов.

## История
Компания «Теком» основана в 1992 году научными сотрудниками ННГУ им. Н. И. Лобачевского Сергеем Крысовым и Евгением Щемелевым при поддержке профессора НГТУ им. Р. Е. Алексеева Владимира Крылова.
С середины 90-х годов компания «Теком» участвует в разработке решений для обработки и передачи сигналов, систем автоматизации вещания и контрольно-измерительного оборудования.
Свою деятельность компания начала с поставок телекоммуникационного оборудования корпорации Harris, в дальнейшем занялась по её заказу разработками ПО. В числе первых были контракты на DSP-программирование и разработку радиорелейного оборудования. Одновременно с этим началась разработка системы сетевого мониторинга NetBoss. Впоследствии подразделение, занимающееся системой, вышло из состава корпорации (образовало самостоятельную компанию, которая с 2011 года носит название NetBoss Technologies), но сотрудничество с компанией «Теком» продолжилось.
В 2007 году компания «Теком» осуществила интеграцию систем автоматизации и управления цифровыми медиаактивами, а также новостной системы для португальского частного телеканала SIC. Это стало первым интеграционным проектом «Текома» в Европе.
Параллельно с заказными разработками компания «Теком» занималась созданием собственных решений для мониторинга. Первое промышленное внедрение произошло в 2009 году: в ОАО «ВолгаТелеком» (Нижний Новгород) была внедрена разработанная компанией система мониторинга качества услуг широкополосного доступа в интернет.
В сентябре 2010 года компания начала сотрудничать с правительством Нижегородской области в сфере внедрения в регионе цифровых технологий телерадиовещания НТА-Приволжье
В конце 2011 года был запущен совместный проект компании «Теком» с кафедрой электроэнергетики и электроснабжения НГТУ им. Р. Е. Алексеева по разработке программного обеспечения адаптивных систем управления энергетическими сетями, цель которого — повышение надежности топологии энергосети. Проект реализовывался в рамках федеральной целевой программы «Исследования и разработки по приоритетным направлениям развития научно-технологического комплекса России на 2007—2013 годы».

## Собственные разработки
В 2012 году компания разработала новую продуктовую линейку «Qligent», включающую полный набор решений по мониторингу качества телерадиовещания и контролю доставки контента. В этом же году «Теком» заключил первый контракт на поставку решения для ОАО «Первый канал» по модели SaaS. На сегодняшний день система развернута более чем в 70 городах Российской Федерации и анализирует качество услуги и качество восприятия для аналогового и цифрового эфирного, кабельного и спутникового вещания Первого канала.
В 2013 году совместно с ФГУП ВГТРК компания выполнила проект по созданию сети мониторинга качества трансляции программ Россия-1 в сетях кабельных и IPTV операторов Москвы и Московской области.
В 2014 компанией «Теком» для разработки программных решений под брендом Qligent была создана компания «Кьюлиджент. РУ». На сегодняшний день компания «Теком» является авторизованным партнером «Кьюлиджент. РУ» по внедрению и сопровождению программных продуктов Qligent на территории России, СНГ и странах Восточной Европы.
В 2016 году компания «Теком» вывела на рынок приложение для контроля уровня громкости аудио- и видеофайлов — Loudness Analyzer. Приложение, работающее под операционной системой Windows, в автоматическом режиме проверяет громкость медиаконтента на соответствие требованиям Федеральной антимонопольной службы (ФАС). Спустя год в партнерстве с немецким производителем цифровых аудиопроцессоров Jünger Audio компания «Теком» анонсировала выход семейства новых решений на базе продукта Loudness Analyzer — LA Playout и LA Production.
В 2017 году компания «Теком» представила новую разработку — централизованную интегрированную систему мониторинга и управления сетями связи промышленного класса ЦИСУСС «NB XT EM». Система зонтичного типа разработана в соответствии с международными стандартами и рекомендациями NGOSS, TMF/TMN. В том же году продукт ЦИСУСС “NB XT EM” был включен в Единый реестр российского программного обеспечения Министерства связи и массовых коммуникаций РФ наряду с приложением Loudness Analyzer.
В начале 2018 года компания «Теком» осуществила разработку и внедрение системы контроля качества медиафайлов для федерального спортивного телеканала «Матч ТВ». Разработка была включена в линейку собственных решений «Теком» и получила развитие под брендом ORBOX. Параллельно с этим компания приступила к исследованиям в области автоматического распознавания образов на основе нейронных сетей. Также с 2018 года реализуется проект федерального масштаба для ПАО «Ростелеком» по разработке и внедрению зонтичной системы управления качеством услуг Телевидение (IPTV/OTT) и Интернет (ШПД) на базе продукта Qligent Analytics с целью сквозного мониторинга сервиса каждого клиента — от уровня формирования сигнала до абонента.
В 2020 году компания «Теком» разработала систему контроля качества субтитров для технологической компании «Pike Media Lab». Приложение, получившее название Subtitle Checker, автоматически проверяет субтитры на наличие ошибок, а также преобразовывает файлы из одного формата в другой.
В 2021 году стартовал проект по внедрению ЦИСУСС “NB XT EM” в ПАО «Газпром» для контроля технологических сетей связи в масштабах всей страны.

## Награды и достижения
В ноябре 2015 года компания «Теком» совместно с телеканалом RT стали лауреатами премии имени Владимира Зворыкина в номинации «Создание и/или усовершенствование оборудования/технологии в области телерадиопроизводства» за совместный проект по сквозному мониторингу качества Интернет-вещания телеканала RT по всему миру, используя облачный сервис Qligent по модели SaaS (Software-as-a-service), реализуемый с сентября 2015 года. В этом же году программный продукт для автоматизированного инвентарного учета и мобильных продаж — HandiFox, разработанный в «Текоме», стал победителем североамериканского конкурса Awesome Application Award.
По итогам 2017 года компания «Теком» стала лауреатом Национальной премии в области предпринимательской деятельности «Золотой Меркурий», которую ежегодно проводит Торгово-промышленная палата Российской Федерации. Компания вошла в тройку лучших предприятий-экспортеров России в сфере международного инновационного сотрудничества.
В конце 2019 года компания «Теком» награждена премией имени Владимира Зворыкина. Специальный приз в номинации «За достижения в системной интеграции с использованием новейших технологий в области телерадиовещания» получил проект по внедрению централизованной системы управления, мониторинга оборудования спутникового Телепорта и анализа качества спутникового сигнала стандарта DVB-S2 в Москве и ключевых регионах России на базе продуктов ЦИСУСС и Qligent Vision для Спутникового ТВ МТС.

## Взаимодействие с вузами
Компания «Теком» сотрудничает с вузами Нижнего Новгорода. В 2013 году компания «Теком» заключила соглашение о партнерстве с Нижегородским техническим университетом им. Р. А. Алексеева.. В этом же году был подписан договор о стратегическом партнерстве с ННГУ им. Н. И. Лобачевского.
Компания организует краткосрочные обучающие программы для студентов — спецкурсы, семинары в Нижегородском государственном техническом университете им. Р. Е. Алексеева и его Арзамасском филиале, в Мордовском государственном университете им. Огарёва, где специалисты компании преподают такие дисциплины, как «Методы промышленного тестирования ПО», «Программирование C#», «Программирование Java», «Работа с базами данных», «Язык запросов SQL» и другие.

## Статьи и публикации
- Интервью с директором «Текома» Анатолием Зубашевым для журнала ТКТ (стр. 40-43)
- Телестрасти мундиаля
- Компания «ТЕКОМ»: из местного IT-стартапа — в игрока международного уровня